# Ciel en ruine

Ciel en ruine est une série de bande dessinée créée en 2007 par Philippe Pinard (scénario) et Olivier Dauger (dessin et couleurs), publiée par les éditions Paquet dans la collection « Cockpit » consacrée à l'aviation vers la fin de la Seconde Guerre mondiale.

## Synopsis
Janvier 1945. L'Allemagne dévastée sacrifie ses derniers pilotes aux commandes du chasseur à réaction le plus performant de la deuxième guerre mondiale : le Me 262. Nikolaus Wedekind est l'un de ces jeunes pilotes hâtivement formés et voués à une mort programmée. Mais le diable veille...

## Albums
- Éditions normales

1. Ciel en ruine (24 octobre 2007), 48 pages,  (ISBN 978-2-88890-222-5)[1].
2. Alarmstart (15 octobre 2008), 48 pages,  (ISBN 978-2-88890-276-8).
3. Horrido (28 octobre 2009), 48 pages,  (ISBN 978-2-88890-323-9)[2].
4. Piège en Poméranie (26 janvier 2011), 48 pages,  (ISBN 978-2-88890-363-5).
5. Eden Hôtel (11 juillet 2012), 48 pages,  (ISBN 978-2-88890-491-5).